# 新潟県スポーツ公園
新潟県スポーツ公園（にいがたけんスポーツこうえん）は、新潟県新潟市中央区に所在する新潟県立鳥屋野潟公園のうち、南東側の運動公園の部分にあたる園地の名称である。
施設は新潟県が所有し、アルビレックス新潟・都市緑花センターグループ（アルビレックス新潟と県の外郭団体「財団法人新潟県都市緑花センター」による企業体）が指定管理者として運営管理を行っている。

## 概要
鳥屋野潟公園のうちスポーツ公園の園地は、2009年秋に開催された秋季国民体育大会「トキめき新潟国体」ならびに全国障害者スポーツ大会「トキめき新潟大会」のメイン会場として計画された。1998年に開催された「全国都市緑化フェア（にいがた緑ものがたり'98）」の新潟会場として先行整備され、同フェア終了後に細部の施工を行い、同年11月に部分開園した。
2001年に新潟スタジアム（デンカビッグスワンスタジアム）が、その後同スタジアムのサブグラウンド（デンカスワンフィールド）が相次いで竣工。2009年6月30日には新潟県立野球場（HARD OFF ECOスタジアム新潟）が竣工するなど、県内のスポーツと自然学習の拠点として現在も整備が進められている。

## 主な施設

### スポーツ公園北地区
- 新潟スタジアム（デンカビッグスワンスタジアム）
- サブグラウンド（デンカスワンフィールド）
- カナール
- 修景池
- 自然生態園
- 多目的運動広場
  - 北エリア・南エリア、それぞれでサッカーコート2面または野球グラウンド1面のスペースが利用可能
- ながたの森
- レストハウス
  - レストラン「ラ・ピアンタ」（三宝グループが運営）
- 清五郎ワールドカップ広場

### スポーツ公園南地区
- 新潟県立野球場（HARD OFF ECOスタジアム新潟）
- AIRMANスケートパーク

## 交通アクセス

### 公共交通
- JR新潟駅南口バスターミナル1番線[1]より新潟交通路線バス S7 スポーツ公園線に乗車し、「スポーツ公園前」または「ビッグスワン前」バス停で下車すぐ[注 1]。
  - 「S70 南長潟・新潟市民病院 行」「S71 市民病院・曽野木ニュータウン 行」「S72 市民病院・大野 行」の3系統があるが、いずれも利用可能。乗車時間約20分。
  - スポーツ公園線は、昼間は平日約20 - 60分間隔、土曜・休日約30分間隔で運行しているが、スポーツ公園前から駅南口方面への終バスは平日20時47分、土曜・休日18時09分と早いため注意（時刻表：[5]）。
- ビッグスワンおよび野球場にて各種公式戦・イベント等の開催時には、新潟駅南口バスターミナル臨時6・7番線[1]よりスポーツ公園バスターミナル（野球場正面）まで臨時シャトルバス（直行）の運行あり[6][7]。またJリーグ公式戦開催時に限り、併せて万代シテイバスセンターや青山発着の臨時バスの運行あり[6][7]。
  - 臨時バスが発着するスポーツ公園バスターミナルはHARD OFF ECOスタジアム新潟正面（園地南側）に所在するが、県道290号（鳥屋野潟公園線）を挟んで北側にあるビッグスワンとの南北間は、鳥屋野潟公園線が園地をオーバーパスする立体交差となっているため、同一平面上を徒歩で直通できる。
- このほか、スポーツ公園から東へ徒歩15分ほど離れた場所に「宮本橋」および「南長潟」バス停があり、前掲のスポーツ公園線に加えてS6 長潟線（新潟駅南口発着）・S8 京王団地線（新潟駅万代口発着）が利用できる[注 2]。
- 新潟空港からタクシーで約25分。または、新潟駅南口行までリムジンバスで約20分。そこから前掲のS7 スポーツ公園線で約20分。
- 新潟駅南口からタクシーで約15分

### 自家用車
道路アクセス
- 北陸道・磐越道 新潟中央ICから新潟県道290号曽野木一日市線（鳥屋野潟公園線）・新潟市道嘉瀬蔵岡線経由で約5分
- 日東道 新潟亀田ICから新潟市道弁天線・嘉瀬蔵岡線経由で約5分
- 国道8号（新潟バイパス）女池ICから新潟県道16号新潟亀田内野線（女池嘉木線）・鳥屋野潟公園線経由で約10分
- 国道49号（亀田バイパス）姥ヶ山ICから嘉瀬蔵岡線経由で約7分

駐車場
- 園内には多くの駐車場が設けられており、通常時とイベント時（ビッグスワンおよびエコスタでの各種公式戦・その他大規模イベント）では利用方法が大きく異なる。駐車場一覧・駐車可能台数および位置図は「新潟県スポーツ公園公式ウェブサイト：駐車場案内[9]」を参照。
  - 通常時は原則無料で利用できる。
  - イベント時は原則有料となり、事前に駐車券を購入する必要があるほか、一部が関係者・バス専用駐車場となり閉鎖される[7][10]。駐車券は公式サイト、コンビニエンスストアの端末機などでイベントのチケット共に販売されている[7]。原則として当日の現金支払いはできないが、当日券の発売がある場合はコンビニエンスストアの端末機で購入できる。但し高校野球等、イベントによっては無料で利用できる場合がある（駐車場制限の情報は公式サイトのカレンダー[10]に掲載される）。
    - 車椅子席の利用者は専用の駐車スペースが設けられる場合がある[11]。
    - イベント時にスポーツ公園を通常利用する際は、制限付きで一部設定される公園利用者向け駐車場が利用できる[10]。イベント利用の車両は同駐車場には入構できない。

### 徒歩・自転車・バイク
新潟駅南口駅前広場からスポーツ公園の長潟ゲートまでは約4 km、所要時間は徒歩で40〜50分、自転車で30分前後。
スポーツ公園内の駐輪場は無料。イベント開催の際も駐輪場の利用は無料である。開催当日は周辺道路やバス車内が大変混雑することもあり、自転車や自動二輪車、あるいは徒歩による来場者が多い。また市外・県外からの来場者やアウェイサポーターの中には、新潟駅万代口左手の石宮公園地下自転車駐車場に所在する貸自転車「にいがたレンタサイクル」のサイクルステーションなどで自転車を借りる来場者も多い。
現在、新潟駅周辺のサイクルステーションはこの万代口側1箇所のみだが、新潟市、国土交通省、民間企業数社とNPO法人から成る「にいがたエキナンまちづくり協議会」は2010年10月16日から11月20日にかけ、新潟駅南地区において「にいがたエキナン レンタサイクル（ナンチャリ）」と銘打って貸自転車の社会実験を実施し、期間中は新潟駅南口やビッグスワン、新潟市民病院など全5箇所にサイクルステーションを開設した。これは国土交通省の2010年度「道路に関する新たな取り組み現地実証実験」の指定を受けて実施された全国9企画のうちの一つで、この実験の結果から鳥屋野潟周辺地区における貸自転車事業化の可能性を検証する予定である。この社会実験の期間中にはJリーグ公式戦が3試合開催され、開催日には各サイクルステーションの営業時間を延長するなどの措置が取られた。

### 今後の交通網整備等
新潟市では総合交通計画を策定し、2015年（平成27年）9月5日に開業した萬代橋ライン（新潟駅万代口 - 白山駅前 - 青山間）に続いて、新潟駅から弁天線と鳥屋野潟公園線を経由してスポーツ公園および新潟市民病院周辺に至る路線の整備を含む、基幹公共交通軸の形成に向けた取組を実施している（但し運行開始の目標時期は未定）。詳細は新潟市の交通を参照。